# Ceremonial Oath
Ceremonial Oath je švedski death metal-sastav.

## Povijest sastava
Sastav je osnovan 1988. godine pod imenom Striker. Godine 1989. promijenio ime u Desecrator, te 1991. u Ceremonial Oath. U početku su svirali death metal, no kasnije prelaze na melodični death metal. Sasav je objavio dva studijska albuma, The Book of Truth i Carpet prije nego što je raspušten 1996. godina. Međutim, ponovno su aktivni od 2012. godine. Autor logotipa sastava je Mikael Stanne, pjevač sastava Dark Tranquillity.

## Članovi sastava
Sadašnja postava
- Jesper Strömblad – bas-gitara (1991. – 1993., 2012.-danas)
- Markus Nordberg – bubnjevi (1991. – 1996., 2012.-danas)
- Anders Iwers – gitara (1991. – 1996., 2012.-danas)
- Oscar Dronjak – gitara, vokal (1991. – 1993., 2012.-danas)

Bivši članovi
- Thomas Johansson – bas-gitara (1993. – 1996.)
- Mikael Andersson – gitara (1993. – 1996.)
- Anders Fridén – vokal (1993. – 1996.)

## Diskografija
Studijski albumi
- The Book of Truth (1993.)
- Carpet (1995.)

EP-ovi
- Lost Name of God (1992.)

Demo uradci
- Promo 1991 (1991.)

Split izdanja
- Carpet / Gardens of Grief (1996.)